# 埃卡姆巴拉库普帕姆
埃卡姆巴拉库普帕姆（Ekambara kuppam），是印度安得拉邦Chittoor县的一个城镇。总人口6797（2001年）。

## 人口
该地2001年总人口6797人，其中男性3462人，女性3335人；0—6岁人口988人，其中男561人，女427人；识字率66.66%，其中男性为77.27%，女性为55.65%。